# Phare de Monjes del Sur
Le phare de Monjes del Sur est un phare actif situé sur l'île de Monjes del Sur, l'une des îles  de l'archipel de Los Monjes, dans les Dépendances fédérales (Antilles vénézuéliennes) au Venezuela.
Le phare appartient à la marine vénézuélienne et il est géré par l'Oficina Coordinadora de Hidrografía y Navegación (Ochina).

## Histoire
Le  phare , mis en service en 2003 au sommet de l'île Monjes del Sur, a remplacé le précédent mis en service en 1952 et désactivé en 2003.
Il guide les navires entrant dans le golfe du Venezuela. Il n'est accessible qu'en bateau avec autorisation de la marine vénézuélienne.

## Description
Ce phare est une tour cylindrique en maçonnerie, avec une galerie et lanterne de 13 m de haut, attenante  un petit bâtiment technique d'un étage. Le phare est peint en blanc avec une bande rouge centrale. Son feu à occultation émet, à une hauteur focale de 87 m, un  éclat blanc, rouge et vert selon secteurs de 0.6 seconde par période de 10.6 secondes. Sa portée est de 28 milles nautiques (environ 52 km) pour le feu blanc et 7 milles nautiques (environ 13 km) pour le feu rouge.
Il porte un radar Racon émettant la lettre Y.
Identifiant : ARLHS : VEN-013 - Amirauté : J6270 - NGA : 16852 .

## Caractéristique dufeu maritime
Fréquence : 10.6 secondes (W)
- Lumière : 0.6 seconde
- Obscurité : 10 secondes

|                                          |
| Localisation de l'archipel de Los Monjes |

### Lien connexe
- Liste des phares du Vénézuela